# Landkreis Gifhorn
Landkreis Gifhorn är ett distrikt (Landkreis) i det tyska förbundslandet Niedersachsen.

## Administrativ indelning
I förvaltningsrättslig mening finns i modern tid ingen skillnad mellan begreppet Stadt (stad) gentemot Gemeinde (kommun). 

### Einheitsgemeinde
| - Gifhorn (stad) | - Sassenburg | - Wittingen (stad) |  |

### Samtgemeinden i Landkreis Gifhorn
| - Samtgemeinde Boldecker Land - Samtgemeinde Brome | - Samtgemeinde Hankensbüttel - Samtgemeinde Isenbüttel | - Samtgemeinde Meinersen - Samtgemeinde Papenteich | - Samtgemeinde Wesendorf |

### Kommunfritt område
- Giebel